# リッツプロダクション
リッツプロダクション株式会社（英: Ritz Productions Inc.）は、映画製作・映画配給、中国語版テレビドラマの制作、アーティストマネジメント及びファンクラブ運営を行う事業者である。

## 概要
映画製作及び台湾アーティストのファンクラブ運営、ファンミーティングなどのイベント企画及び運営、アーティストのマネジメントなどを主たる業務とする。
台湾版ドラマ「イタズラなKiss 〜惡作劇之吻〜」など日本のコミックス原作の台湾ドラマを多数手掛けたことで知られる。（現在、ドラマ制作・配給事業はグループ会社コミックリズに移行。）
グループ全体の企業理念は、「アジアが一つに繋がる懸け橋の一助となる」ことである。

## アーティスト
- 飛輪海
- ジョセフ・チェン
- VANNESS
- D.Tタン・ユージャ
- SHOW
- ウェザーガールズ
- AISA
- 王傳一

## 主な作品

### DVD
- 『進め！キラメキ女子』DVDボックス1,2,3
- 『結婚って、幸せですか』DVDボックス1,2,3
- 『国民英雄-X』DVDボックスⅠ,Ⅱ
- 『パフェちっく！～スイート・トライアングル～』DVDボックスⅠ,Ⅱ
- 『桃花タイフーン!!』DVDボックス1,2
- 『ぴ～夏がいっぱい～熱情仲夏～』DVDボックス1,2
- 『飛輪海とVIVA!台湾』DVD
- 『KO One～終極一班～』DVDボックス1,2
- 『イタズラなKissⅡ～惡作劇2吻～』DVDボックス1,2,3
- 『ろまんす五段活用～公主小妹～』DVDボックス
- 『花ざかりの君たちへ～花様少年少女～』DVDボックスⅠ,Ⅱ
- 『花君 STAY WITH YOU 2008』DVD
- 『C-POP Music 花』CD&DVD
- 『イタズラなKiss 〜惡作劇之吻〜』DVDボックスⅠ,Ⅱ
- 『薔薇之恋～薔薇のために～』日本版サウンドトラックCD＆DVDボックス

### 映画
- 『ペンギン夫婦の作りかた』（2012年10月公開）
- 『ハルサーエイカー』（2015年1月公開）

## 関連会社
- コミックリズ株式会社